# Мережа далекого космічного зв'язку НАСА
Мережа далекого космічного зв'язку НАСА (англ. Deep Space Network, DSN) — міжнародна мережа радіотелескопів і засобів зв'язку, що використовуються як для радіоастрономічного дослідження Сонячної системи і Всесвіту, так і для управління міжпланетними космічними апаратами. DSN є частиною Лабораторії реактивного руху НАСА. Аналогами цієї мережі можна назвати мережа ESTRACK Європейського центру управління космічними польотами (ЄКА), Східний центр далекого космічного зв'язку в Росії, а також китайський і індійський центри далекого космічного зв'язку.

## Мережа далекого космічного зв'язку

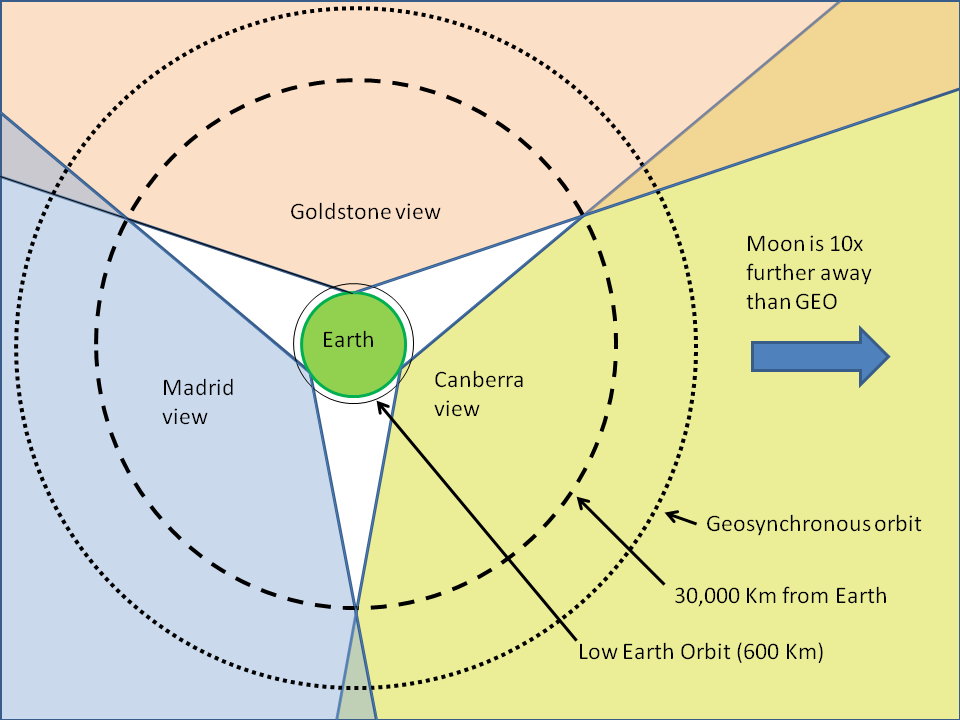
Розташування основних антен DSN, вид з північного полюса. Будь-який КА на відстані більше ніж 30 000 км від поверхні Землі знаходиться в полі зору як мінімум одного з комплексів DSN.

Супровід апарата в міжпланетному просторі відрізняється від супроводу на навколоземній орбіті. Міжпланетний космічний апарат під час більшої частини своєї місії має прямий контакт з центрами управління на земній поверхні, і для зв'язку з апаратом досить невеликої кількості наземних станцій з широким охопленням. Мережа НАСА використовує лише три основних комплекси, але в них встановлені дуже великі антени, надпотужні передавачі і надчутливі приймачі.
Кордон міжпланетного простору визначається двома різними способами. При першому апарат знаходиться досить далеко від Землі і має потрапляти в поле зору одного з комплексів. Така дистанція становить приблизно 20 — 30 тисяч км від Землі. Цей метод використовували в перші роки після створення DSN і в рамках програми Аполлон. Другий спосіб більш сучасний, він використовується Міжнародним союзом електрозв'язку, який визначає різні смуги частот для глибокого космосу і поблизу Землі. Відповідно до його визначення, далекий космічний простір починається на відстані 2 млн км від поверхні Землі. Зокрема, це означає, що відстань до Місяця і точок Лагранжа L1 и L2 системи Земля — Сонце вважається ближнім космосом і на ньому не можна використовувати частоти глибокого космосу.

## Історія
Попередником DSN можна назвати мережу мобільних станцій спостереження, розгорнутих у січні 1958 року Лабораторією реактивного руху на замовлення армії США в Каліфорнії, Нігерії і Сінгапурі для супроводу першого американського супутника Експлорер-1. При цьому НАСА була офіційно заснована в жовтні 1958 року для об'єднання розрізнених космічних програм армії і ВВС США під початком однієї цивільної організації.
3 грудня 1958 Лабораторія реактивного руху, яка належить до армії США, була передана НАСА і призначена на розробку програм дослідження Місяця і планет. Незабаром після цього НАСА розробила концепцію мережі далекого космічного зв'язку, що є незалежною системою, яка обслуговує всі міжпланетні апарати, що дозволяє не створювати нову систему зв'язку для кожного космічного проєкту. Дослідження і розробки в цій області також були передані під відомство DSN; таким чином, ця організація стала світовим лідером серед виробників малошумних приймачів, великих параболічних антен, систем супроводу і управління, а також систем цифрової обробки сигналів і космічної навігації.
Зазвичай найбільші антени DSN залучають тільки при надзвичайних ситуаціях. Для більшості космічних апаратів достатньо використання менших (більш економічних) антен, але при непередбачених обставинах може виникнути проблема з живленням передавача на кораблі, або необхідність абсолютно точно приймати кожне значення телеметрії. Найбільш відомий подібний випадок стався з кораблем Аполлон-13. Через проблеми з живленням і неможливість використання основних антен рівень сигналу виявився занадто низький, що змусило інженерів використовувати найбільші антени мережі і радіотелескоп обсерваторії Паркса в Австралії, і це зрештою врятувало життя астронавтів. Мережа далекого космічного зв'язку НАСА також надає допомогу іншим космічним агентствам в разі надзвичайних ситуацій. Зокрема, космічна програма SOHO була на грані зриву, але космічний апарат вдалося врятувати завдяки використанню найбільших антен DSN.